# Sverker Jagers
Nils Sverker Carlsson Jagers, född 4 september 1967 i Mölndal, är en svensk professor i statsvetenskap.
Jagers disputerade 2003 vid Göteborgs universitet på en avhandling med rubriken Justice, liberty and bread - for all?: on the compatibility between sustainable development and liberal democracy. Hans forskning berör främst miljöpolitik och hållbar utveckling ur ett politiskt perspektiv. Han blev docent i Göteborg 2008 och är professor vid Luleå tekniska universitet sedan 2010.